# Abinsk
Abinsk (ros. Абинск) – miasto w Rosji, w Kraju Krasnodarskim, centrum administracyjne rejonu abinskiego.
Miasto położone nad rzeką Abin (lewy dopływ rzeki Kubań) na Nizinie Kubańsko-Przyazowskiej, przy autostradzie Krasnodar-Anapa, 80 km od Krasnodaru, 12 km od Krymska.
W II wieku naszej ery wymieniane jest miasto Abin nad rzeką o tej samej nazwie. Miasto założone jako Abinskaja w 1836 po deportacji w 1834 osiadłych tu Czerkiesów do Turcji. W 1962 osiedle typu miejskiego Abinskij, a w 1963 nadano prawa miejskie Abinskowi.